# Calminio
Calminio o Calminius (VI secolo – VII secolo) è stato il mitico fondatore, tra VI e il VII secolo, delle abbazie di Mozac (Puy-de-Dôme), Laguenne presso Tulle (Corrèze) e del Monastier-Saint-Chaffre (Alta Loira). Considerato santo dalla Chiesa cattolica, la sua festa liturgica ricorre il 19 agosto.

## Agiografia
Dobbiamo la conoscenza degli episodi della vita di san Calminio al padre Thomas d'Aquin de Saint-Joseph Carme Déchaussé, un agiografo del XVII secolo
Calminio sarebbe stato duca d'Aquitania (Calminius dux Aquitaniae) e conte di Alvernia che discendeva da una famiglia di origine romana insediatasi a Clermont. Calminio è un uomo di guerra, ma decide in seguito di vivere nell'austerità della vita religiosa. Si reca sulle montagne del Velay, in un luogo detto Villars, dove fonda un oratorio, Saint-Chaffre du Monastier. Qualche cenobita si congiunge a lui e il luogo diventa un vero e proprio monastero che porta all'origine il nome di Calminiacum, o Carmery (che significa Calminio in patois o in latino volgare).
Parte in seguito per il territorio di Limoges, dove si rifugia per un'esistenza da eremita. Quando decide di ritornare alla vita pubblica, Calminio fonda il suo secondo monastero vicino a Tulle. Questo edificio prende il nome di Laguenne. 
Calminio si reca a Roma per ottenere la consacrazione del primo monastero. Al ritorno passa per l'isola di Lerino. Ammirando la celebre abbazia insulare, egli decide di fermarsi per alcuni mesi. Là viene a conoscenza della regola di San Benedetto. Alla sua partenza, l'abate di Lerino lo autorizza a prendere una ventina di monaci per aiutarlo a fondare un nuovo monastero: si insedia a Mozac, luogo propizio alla meditazione, tranquillo e ricco d'acqua. Lì fonda la sua ultima abbazia. 
Dopo la sua costruzione, Calminio lascia di nuovo i suoi compagni per andare un'ultima volta a Roma, dove incontra il Papa, a cui fa presente il suo desiderio di arricchire la sua ultima fondazione. Il Papa gli offre allora una parte del cranio di San Pietro (da cui il nome dell'abbazia di San Pietro di Mozac). Sul cammino di ritorno, Calminio fa tappa a Agen, dove ottiene una parte del braccio di san Caprais. Il ritorno definitivo di Calminio a Mozac è celebrato in pompa magna, talmente i monaci sono contenti di vedere la loro comunità godere della nuova ricchezza e influenza. 
Poco tempo dopo Calminio muore in "odore di santità". Egli è sepolto il giorno seguente l'ottava di Ascensione, ma l'anno del suo decesso rimane comunque sconosciuto.

## Culto
La sua sposa, santa Namadia, avrebbe fondato il convento delle monache di Marsat, che dipese in seguito dall'abbazia di Mozac, situata a 2 km da essa. 
Le loro reliquie sono custodite nel reliquiario in smalti di Limoges, del XII secolo, conservato nella chiesa abbaziale di Mozac. Il reliquiario costituisce esso stesso una fonte narrativa della vita di san Calminio, in particolare per le tre fondazioni di Mozac, Laguenne e del Monastier-Saint-Chaffre. Si tratta ad ogni modo della visione agiografica che ne avevano i monaci di Mozac all'epoca romanica. 
Durante il Medioevo, tra Riom e Mozac, una cappella campestre portava il vocabolo di San Calminio, in onore del fondatore dell'abbazia di San Pietro, poco distante. Questa cappella è stata distrutta molto prima della Rivoluzione francese, non se ne conosce quindi né la sua importanza architettonica, né la sua ubicazione esatta. Essa doveva comunque situarsi nel quartiere ancor oggi chiamato Saint-Calmin, a meno di 500 m ad est dell'abbazia. La via principale di questo quartiere si chiama, à Riom come a Mozac, Rue Saint-Calmin. Unico reperto indiretto della chiesa è la croce in pietra di Volvic, situata all'incrocio tra i limiti di Mozac e Riom.